# La Belle et la Bête (film, 2017)
Pour les articles homonymes, voir Beauty and the Beast et La Belle et la Bête.
Pour plus de détails, voir Fiche technique et Distribution.
La Belle et la Bête (Beauty and the Beast) est un film musical fantastique américain réalisé par Bill Condon et sorti en 2017.
Il s'agit d'une adaptation en prise de vues réelles du classique d'animation des studios Disney, La Belle et la Bête, sorti en 1991. Il s'inspire du conte éponyme de Gabrielle-Suzanne de Villeneuve publié en 1740 et modifié par Jeanne-Marie Leprince de Beaumont en 1756.
Le film se déroule à la fin du XVIIIe siècle. Dans un château proche d'un petit village français, vivait un jeune prince capricieux, égoïste et insensible. Pour avoir refusé d'abriter une fée déguisée en vieille mendiante, il est condamné à vivre sous l'apparence d'une bête monstrueuse jusqu'à ce qu'il puisse aimer une femme et s'en faire aimer en retour, ce qui le délivrerait du sortilège qui a frappé son château et ses habitants. Mais les années passent et la Bête perd peu à peu tout espoir de rompre un jour la malédiction. Au village vit une jeune fille, rêveuse et romantique, nommée Belle. Courtisée par Gaston, un arrogant chasseur, qu'elle considère comme grossier et vaniteux, elle aide son père, Maurice, un inventeur fantasque qui se perd dans la forêt et se réfugie dans le château de la Bête. Belle part à sa recherche et conclut un pacte avec la Bête, la vie de son père contre la sienne. Prisonnière à son tour, elle découvre un monde magique et découvre peu à peu la Bête sous un autre jour.
Le film est un immense succès au box-office avec plus d'un milliard de dollars de recettes pour un budget estimé entre 160 et 255 millions de dollars.

## Synopsis
Belle (Emma Watson) est une jeune paysanne habitant avec son père Maurice (Kevin Kline) dans le petit village de Villeneuve en 1757. Elle se distingue des autres villageois par son caractère rêveur, sa soif d'aventures et sa passion pour la lecture, bien au-delà des perspectives que lui offre son village. Elle est par ailleurs courtisée par Gaston (Luke Evans), un jeune homme rustre qui fait chavirer le cœur de toutes les autres filles, qui le laissent indifférent.
Un jour, Maurice doit se rendre hors du village pour une journée. Il se perd malencontreusement en chemin dans la forêt et se retrouve bientôt dans une partie de la forêt complètement enneigée, en dépit du fait qu'on soit en plein mois de juin. Pourchassés par une meute de loups féroces, Maurice et son cheval Philibert fuient jusqu'à atteindre le portail d'un mystérieux château. Maurice y entre pour s'y abriter, mais comprend bien vite que l'endroit est étrange, notamment lorsqu'une petite tasse dont il s'apprête à boire le thé s'anime. Maurice s'enfuit mais se souvient toutefois d'une promesse qu'il a faite à Belle : lui rapporter une rose. En ayant vu dans les jardins du château, il en cueille une, mais est alors capturé par le monstrueux maître des lieux, la Bête (Dan Stevens).
Ce dernier est l'ancien prince du château. Jadis une personne froide et prétentieuse vivant dans l'opulence, il avait l'habitude d'organiser de grandes et fastueuses réceptions. Au cours de l'une d'elles a alors surgi une vieillarde demandant à s'abriter en échange d'une rose, mais le prince l'a dédaigneusement repoussée en raison de sa laideur. Cependant, cette vieillarde était en réalité une enchanteresse qui, pour punir le prince, l'a maudit en le transformant en monstre effrayant et ses domestiques en objets vivants du château, et en plongeant le château et ses alentours dans un hiver éternel. L'enchanteresse a également fait effacer des souvenirs des villageois de Villeneuve l'existence du prince, de ses domestiques et de son château. Le seul moyen de lever le sort est pour la Bête de trouver une personne à aimer et qui l'aimera en retour. La rose, qui se révèle être enchantée, est conservée au château : si le prince ne réussit pas à trouver son aimée avant que tous les pétales n'en tombent, il restera éternellement sous forme de monstre et les domestiques deviendront des objets sans vie.
À Villeneuve, Belle voit revenir le cheval Philibert, terrifié. Elle lui demande de l'emmener là où se trouve son père, enfermé dans une cellule en haut de l'une des tours du château. Avant que son père n'ait pu la prévenir, elle est repérée par la Bête, qui lui demande de partir en qualifiant Maurice de voleur et en jurant de le garder enfermé pour l'éternité. Belle propose d'échanger sa place avec celle de son père, ce que ce dernier refuse. Cependant, elle parvient à ses fins au moment de dire adieu à son père en le poussant hors de la cellule pour s'y enfermer à sa place, après quoi son père est chassé du château.
Belle ne reste cependant pas longtemps enfermée dans sa cellule. En effet, elle est bien vite prise en charge par le « personnel » du château, en particulier Lumière (Ewan McGregor), un candélabre jovial, Big Ben (Ian McKellen), une pendule, Plumette (Gugu Mbatha-Raw) un plumeau et la petite amie de Lumière, Maestro Cadenza (Stanley Tucci), un clavecin et Mme Samovar (Emma Thompson) et son fils Zip (Nathan Mack), une théière et une tasse. Belle est conduite dans sa chambre où elle fait l'objet d'une tentative d'habillage par Mme de Garderobe (Audra McDonald), une garde-robe, chanteuse et femme de Maestro Cadenza, en vue du dîner. Toutefois, Belle refuse de descendre dîner avec la Bête en raison de la brutalité que montre celle-ci. N'ayant pas plus de succès en adoucissant sa voix, la Bête se met en colère et ordonne que Belle ne dîne pas si elle refuse de dîner avec lui. Le personnel passera cependant outre cet ordre et offrira à Belle un dîner festif.
En parallèle, Maurice est revenu au village et tente d'alerter la population de la présence de la Bête. Cependant, personne ne croit réellement à son récit d'une créature monstrueuse. Seul Gaston, voyant là une chance de sauver Belle et donc de la conquérir, accepte d'aider Maurice, accompagné de son ami et assistant LeFou (Josh Gad). Cependant, Maurice se révèle incapable de retrouver le chemin du château de la Bête. Excédé, Gaston décide de retourner au village. Dans sa colère, il révèle ses intentions d'épouser Belle, ce à quoi Maurice répond que jamais il ne lui accordera la main de sa fille. Considérant que Maurice n'est alors plus qu'un obstacle à son bonheur, Gaston l'assomme et le ligote à un arbre afin qu'il soit dévoré par les loups.
Après le dîner qui lui a été offert, Belle décide de s'aventurer dans l'aile ouest du château, aile dont l'accès lui a été interdit par Lumière et Big Ben. Elle accède alors aux appartements de la Bête et y trouve la rose enchantée. Toutefois, avant d'avoir pu l'examiner en détail, elle est repérée par la Bête qui, folle de rage, lui ordonne de s'en aller. Belle, sourde aux protestations et supplications des serviteurs, qui voient en elle la personne qui pourra lever leur malédiction, quitte le château avec Philibert. Elle est toutefois attaquée par les loups de la forêt et ne doit son salut qu'à la Bête, qui s'interpose. La Bête est cependant blessée pendant le combat et Belle, ne pouvant se résoudre à l'abandonner, la ramène au château pour l'y soigner. Elle apprend alors avec tristesse que si le prince a eu ce comportement si détestable qui a conduit à sa malédiction, c'est à cause de l'éducation que lui a donnée son père après le décès de sa mère et parce que les domestiques n'ont pas osé s'y opposer.
Belle commence alors à éprouver de la sympathie pour la Bête, notamment lorsqu'elle découvre qu'ils partagent une passion commune : la lecture. Elle est émerveillée par la bibliothèque de la Bête et commence alors à se lier d'amitié avec son ancien geôlier, partageant ses dîners et l'invitant pour des promenades dans le parc du château. C'est alors que la Bête montre à Belle un livre magique que l'enchanteresse lui a aussi donné, conférant la faculté de se téléporter à un endroit donné. Belle choisit de se rendre là où elle est née : à Paris. La Bête et elle découvrent alors que la mère de Belle est morte de la peste noire et que Maurice et Belle ont dû quitter Paris pour éviter d'être contaminés à leur tour. La Bête s'excuse alors d'avoir séparé Belle de son père et d'avoir qualifié ce dernier de voleur. De retour au château, la Bête, tombée amoureuse de Belle, s'enhardit un jour à l'inviter à danser dans la grande salle du château. Belle accepte, à son grand désarroi, car il ne croit absolument pas en ses chances de pouvoir séduire Belle et de lui avouer ses sentiments. Il est cependant soutenu par ses domestiques, qui l'aident à se préparer pour ce grand moment de féerie dont ils ressortent tous deux enchantés.
Cependant, Belle apprend que son père Maurice a des ennuis. Sauvé par la villageoise Agathe (Hattie Morahan), il est revenu au village et accuse Gaston d'avoir tenté de l'assassiner. Mais il est incapable de le prouver (LeFou refusant de témoigner contre son ami) et Gaston le fait enfermer en alléguant qu'il est fou. La Bête libère Belle en lui disant d'aller aider son père, au grand dam de ses domestiques qui voient les chances de lever la malédiction s'envoler. Ils comprennent toutefois que c'est parce que la Bête aime Belle qu'il l'a libérée. Belle arrive au village et montre aux villageois l'image de la Bête dans le miroir magique de cette dernière afin de leur prouver son existence et de laver l'honneur de son père. Cependant, Gaston et les autres considèrent que Belle a été ensorcelée par la Bête : ils l'enferment avec son père et se lancent à l'assaut du château afin de tuer la Bête.
Au château, la résistance s'organise et les domestiques repoussent tant bien que mal les villageois. Cependant, Gaston parvient à passer et monte tout en haut de la tour où se tient la Bête. Gaston lui tire dessus à plusieurs reprises, enragé de voir que Belle, qui s'est échappée et est revenue au château, semble tenir à lui. Cependant, le dernier pétale de la rose enchantée tombe, aggravant l'effondrement du château et notamment du pont sur lequel se tient Gaston, qui chute mortellement dans le vide. La Bête, gravement blessée, commence à mourir dans les bras de Belle tandis que les domestiques prennent définitivement la forme d'objets. Cependant, Agathe, qui s'est également introduite au château, voit Belle confesser son amour pour la Bête. Elle révèle alors être l'enchanteresse et consent à rendre sa forme originelle au prince. La Bête retrouve forme humaine, de même que le personnel du château. Un grand bal est alors organisé au château avec les villageois pour fêter l'événement et le mariage de Belle avec le prince.

## Fiche technique
Sauf indication contraire, les informations mentionnées dans cette section peuvent être confirmées par la base de données cinématographiques IMDb,  présente dans la section « Liens externes ».
- Titre original : Beauty and the Beast
- Titre français : La Belle et la Bête
- Réalisation : Bill Condon
- Scénario : Stephen Chbosky et Evan Spiliotopoulos, d'après le conte de Jeanne-Marie Leprince de Beaumont (1757) et le film d'animation homonyme (1991)
- Direction artistique : Sarah Greenwood, Niall Moroney
- Décors : Katie Spencer
- Costumes : Jacqueline Durran
- Photographie : Tobias A. Schliessler
- Musique : Alan Menken
  - Chansons : Howard Ashman et Tim Rice (paroles), Alan Menken (musique)
- Montage : Virginia Katz
- Production : David Hoberman et Todd Lieberman ; Don Hahn, Thomas Schumacher et Jeffrey Silver (production exécutive) ; Steve Gaub, Jack Morrissey, Greg Yolen et Alexander Young (co-production) ;
- Sociétés de production : Walt Disney Pictures, Mandeville Films
- Sociétés de distribution : Walt Disney Studios Motion Pictures
- Budget : 160 000 000 USD
- Pays d’origine :  États-Unis
- Langue originale : anglais
- Format : couleur - 2,35:1 et 1,90:1 IMAX - son Dolby Digital
- Genres : fantastique, musical, romance
- Durée : 129 minutes
- Dates de sortie : 
  - États-Unis, Canada : 17 mars 2017
  - France, Belgique, Suisse : 22 mars 2017[1]
- Dates de sortie DVD/Blu-Ray :
  - États-Unis, Canada : 6 juin 2017
  - France, Belgique, Suisse : 23 août 2017

## Distribution
- Dan Stevens (VF : Yoni Amar ; VQ : Alexis Lefebvre) : la Bête / le Prince
- Emma Watson (VF : Léopoldine Serre (dialogues) - Emmylou Homs (chant) ; VQ : Mylène Mackay) : Belle
- Luke Evans (VF : Marc Arnaud (dialogues) - Julien Mior (chant) ; VQ : Christian Perrault) : Gaston
- Kevin Kline (VF : Bernard Alane ; VQ : Yves Soutière) : Maurice, père de Belle
- Josh Gad (VF : Alexandre Faitrouni ; VQ : Gabriel Lessard) : LeFou
- Ewan McGregor (VF : Guillaume Beaujolais ; VQ : Maël Davan-Soulas) : Lumière
- Ian McKellen (VF : Philippe Catoire ; VQ : Guy Nadon) : Big Ben
- Emma Thompson (VF : Sophie Delmas ; VQ : Manon Arsenault) : Madame Béatrice Samovar
- Audra McDonald (VF : Frédérique Varda ; VQ : Natalie Hamel-Roy) : Mme de Garderobe
- Gugu Mbatha-Raw (VF : Magali Bonfils ; VQ : Émilie Josset) : Plumette
- Clive Rowe (VF : Olivier Podesta) : Cuisinier
- Stanley Tucci (VF : Xavier Fagnon ; VQ : Jacques Lavallée) : Maestro Cadenza
- Thomas Padden : Chapeau
- Gizmo : Froufrou
- Nathan Mack (VF et VQ : Aloïs Agaësse-Mahieu)  : Zip
- Haydn Gwynne (VF : Martine Irzenski (dialogues) - Barbara Beretta (chant)) : Clothilde
- Alexis Loizon (VF : lui-même) : Stanley
- Jimmy Johnston (VF : David Krüger ; VQ : Marc Labrèche) : Tom
- Dean Street (VF : Olivier Constantin ; VQ : Adrien Bletton) : Dick
- Hattie Morahan (VF : Léovanie Raud ; VQ : Mélanie Laberge) : Agathe / l'Enchanteresse
- Adrian Schiller (VF : Arnaud Léonard) : M. D'Arque
- Gerard Horan (VF : Michel Dodane (dialogues) - Jean-Claude Donda (chant)) : M. Jean / M. Samovar
- Ray Fearon (VF : Jean-Baptiste Anoumon) : Père Robert
- D.J. Bailey : Le Clochard
- Rafaëlle Cohen (VF : elle-même), Carla Nella (VF : Camille Timmerman) et Sophie Reid (VF : Camille Donda) : Les filles du village
- Chris Andrew Mellon (VF : Arnaud Léonard) : Le Méchant Instituteur
- Dale Branston : Le Boulanger
- Daniel Ioannou : Le Barbier
- Peter Challis : Le Boucher
- Adam Mitchell (VF : Matisse Jacquemin-Bonfils) : Le Prince jeune
- Sonoya Mizuno : Débutante

Version française :
Société de doublage : Dubbing Brothers ; adaptation des dialogues et chansons : Claude Rigal-Ansous (adaptation de 1991) et Philippe Videcoq ; direction artistique : Barbara Tissier ; direction musicale : Claude Lombard.
Version québécoise :
Société de doublage : SPR Audio Postproduction ; adaptation des dialogues : Philippe Videcoq-Gagé direction artistique : Natalie Hamel-Roy.; direction musicale : Claude Lombard (France), Manuel Tadros
Note : Les chansons n'ont pas été doublé au Québec. Le Québec a récupéré les chansons de la version française.
 Source et légende : version française (VF) sur RS Doublage, Allô Doublage, bande originale française du film et Dans l'ombre des studios ; version québécoise (VQ) sur Doublage.qc.ca et carton de doublage.

Galerie photo des acteurs
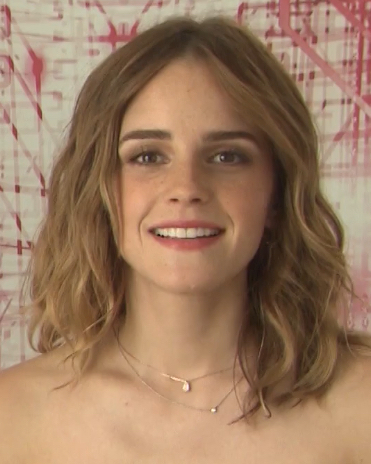
Emma Watson
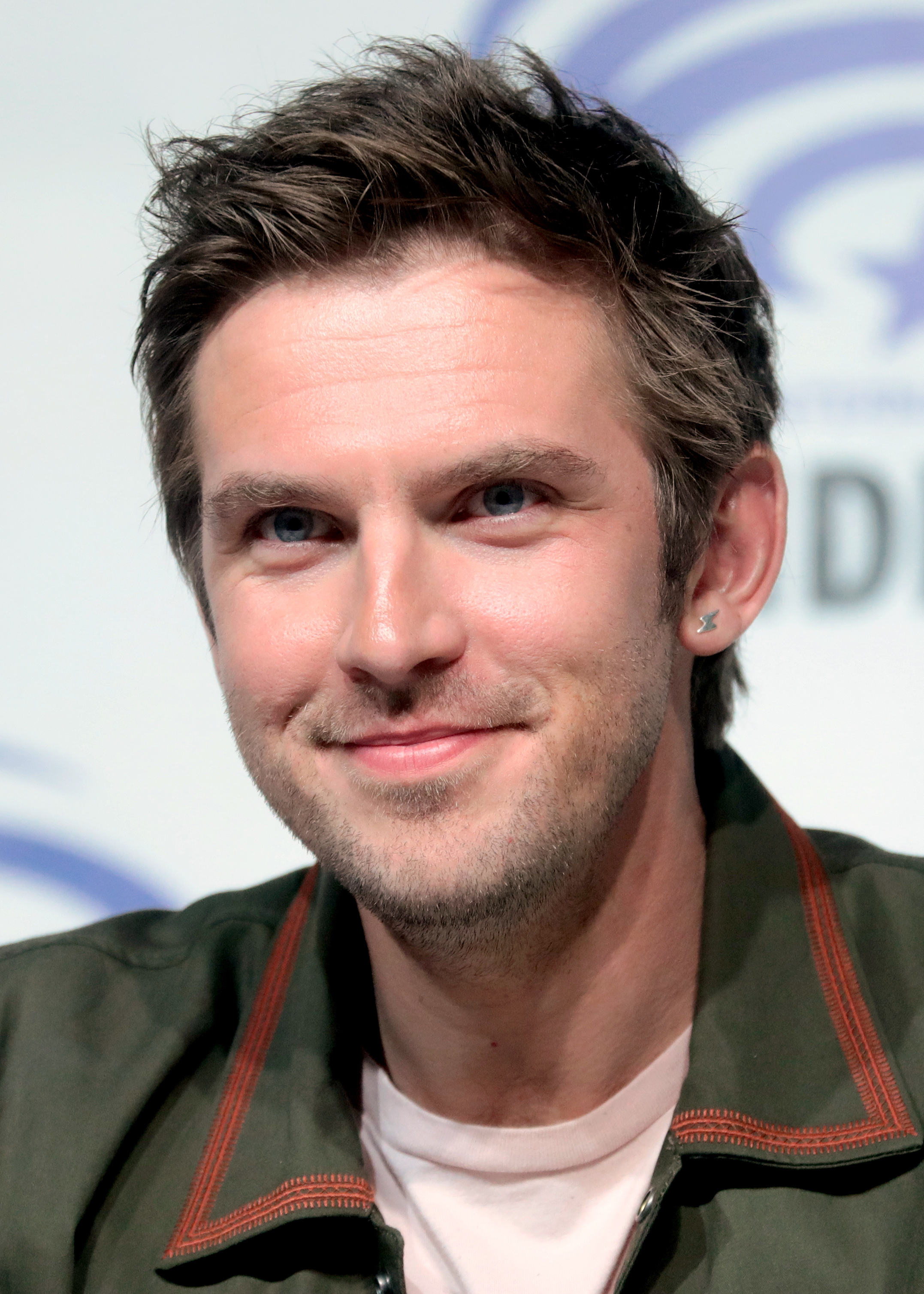
Dan Stevens
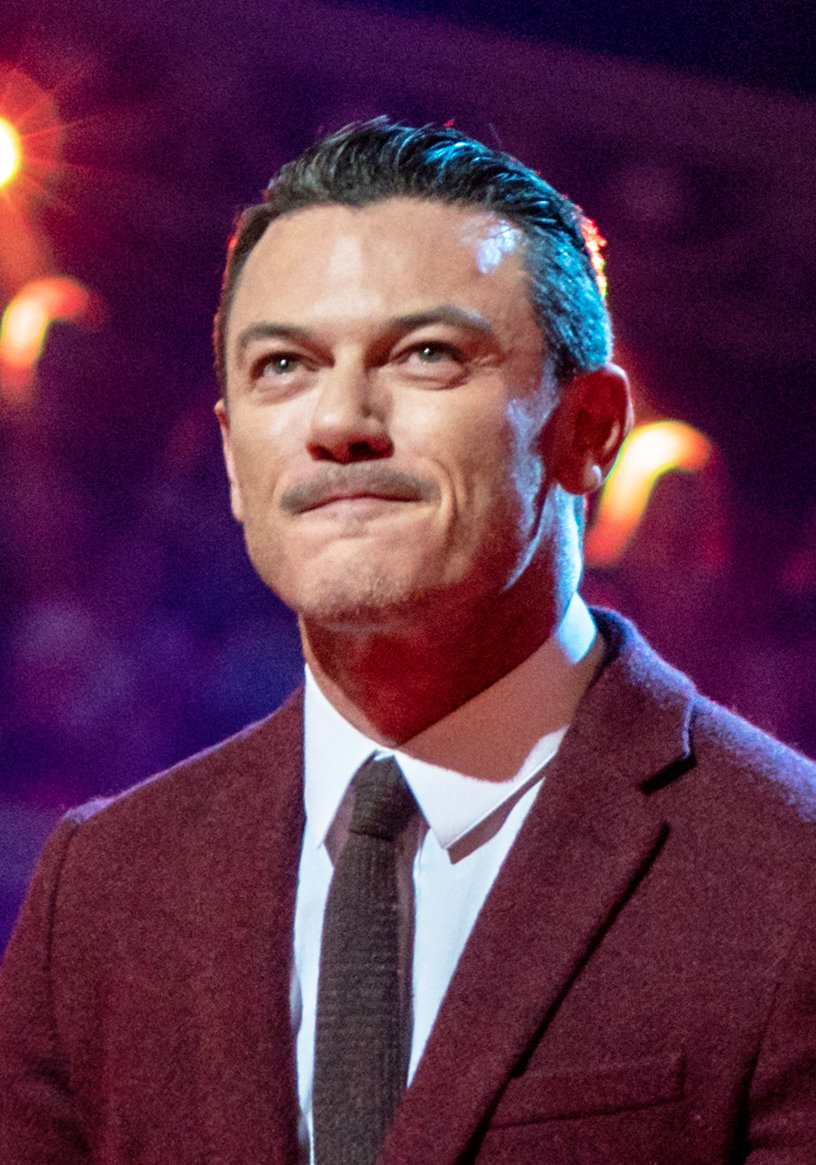
Luke Evans
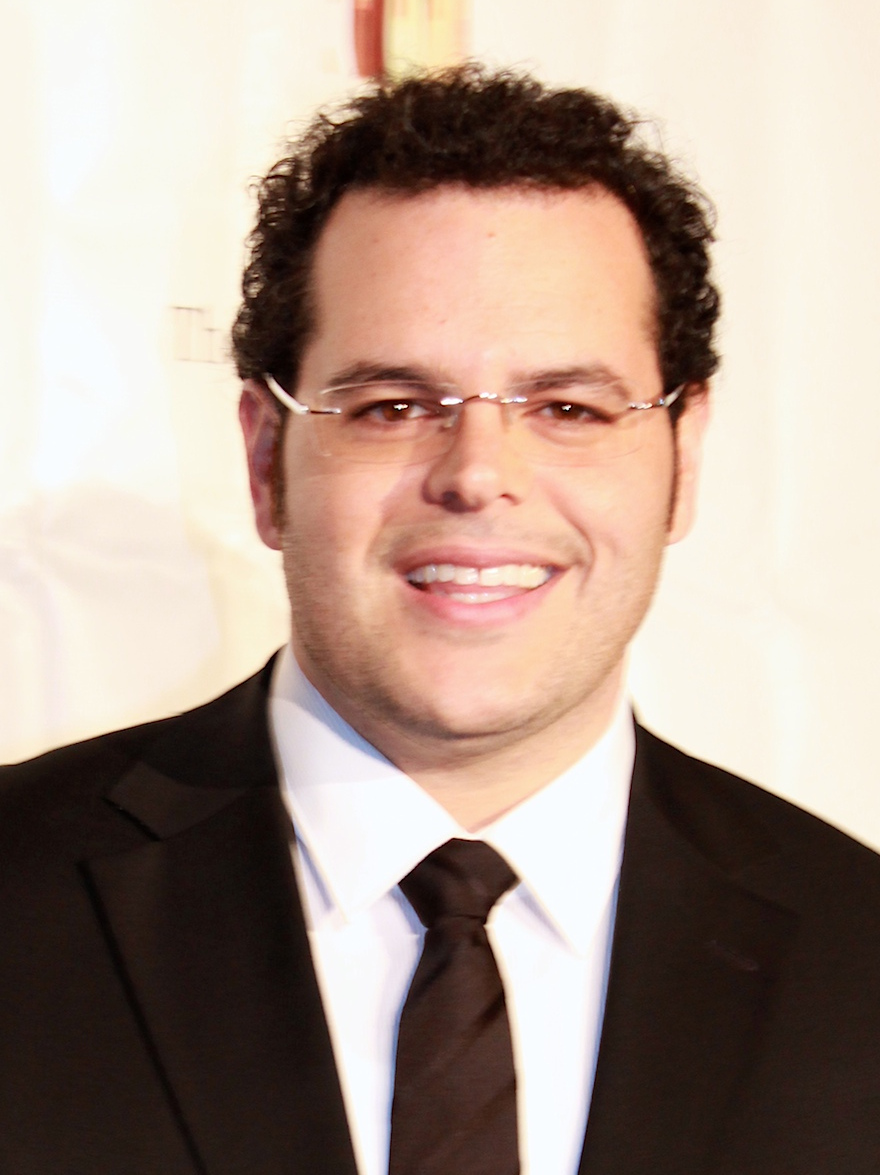
Josh Gad
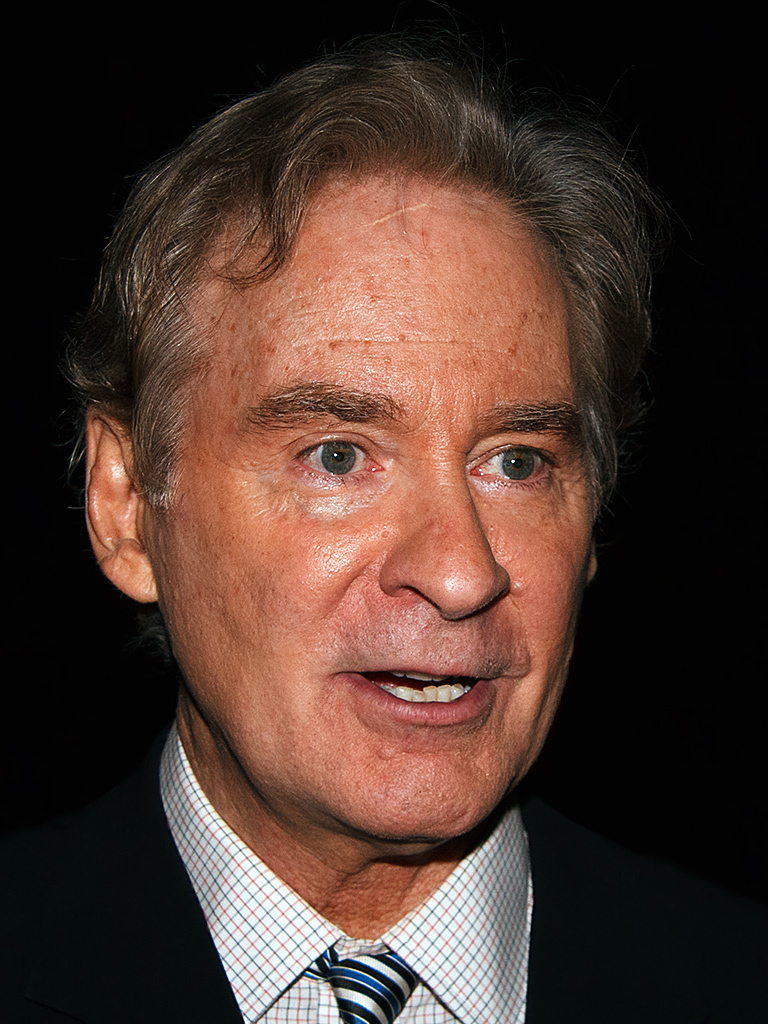
Kevin Kline
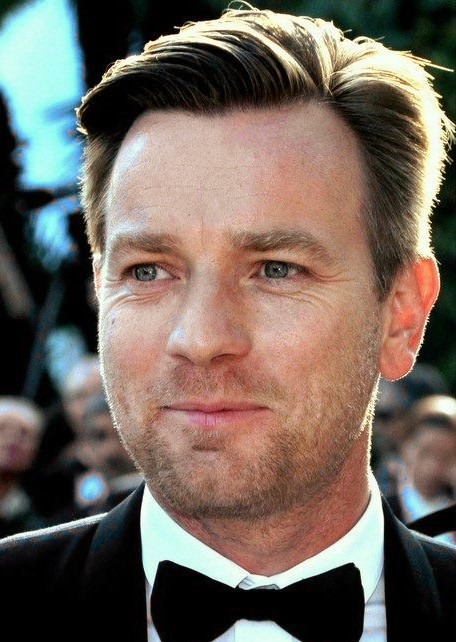
Ewan McGregor
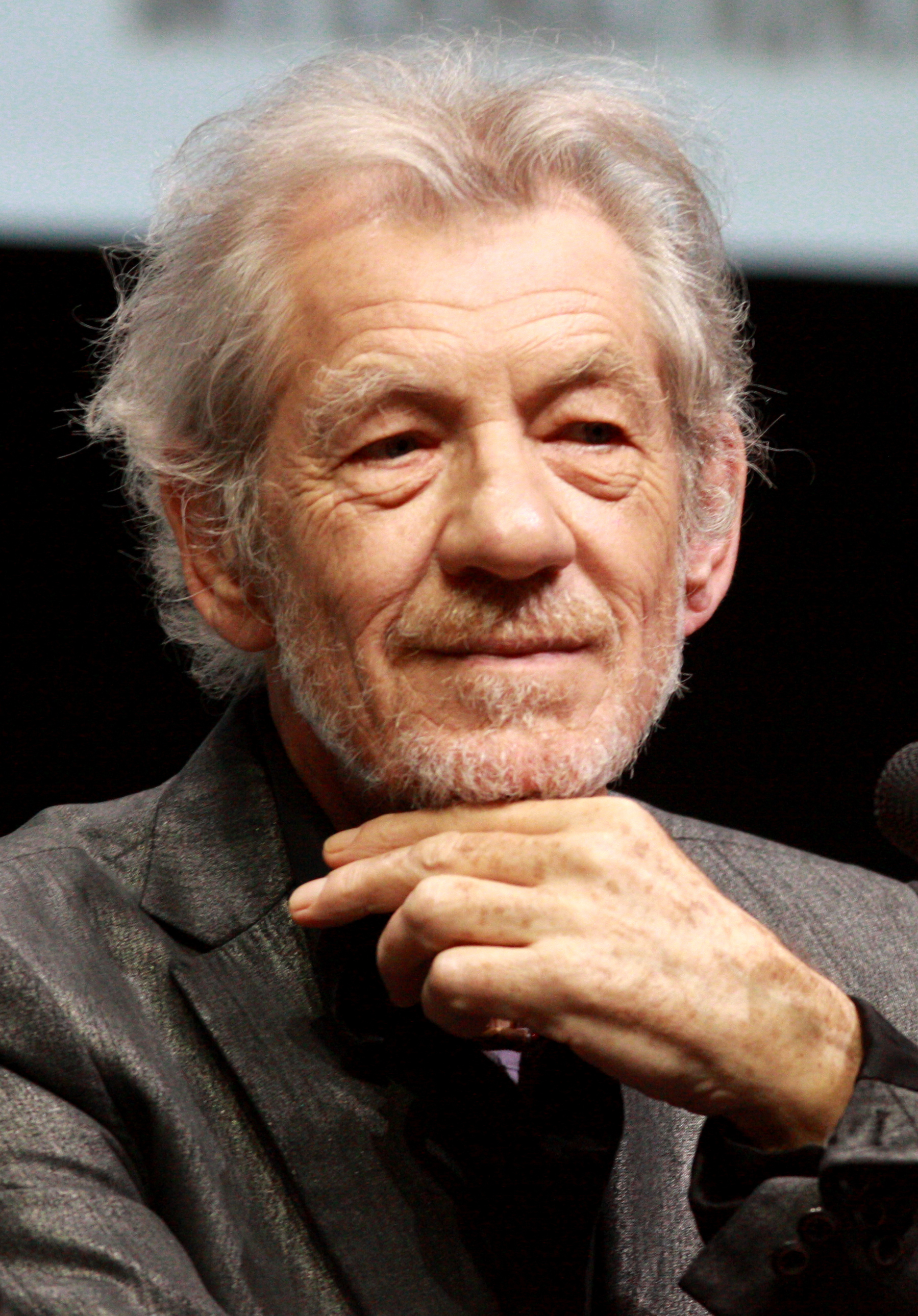
Ian McKellen
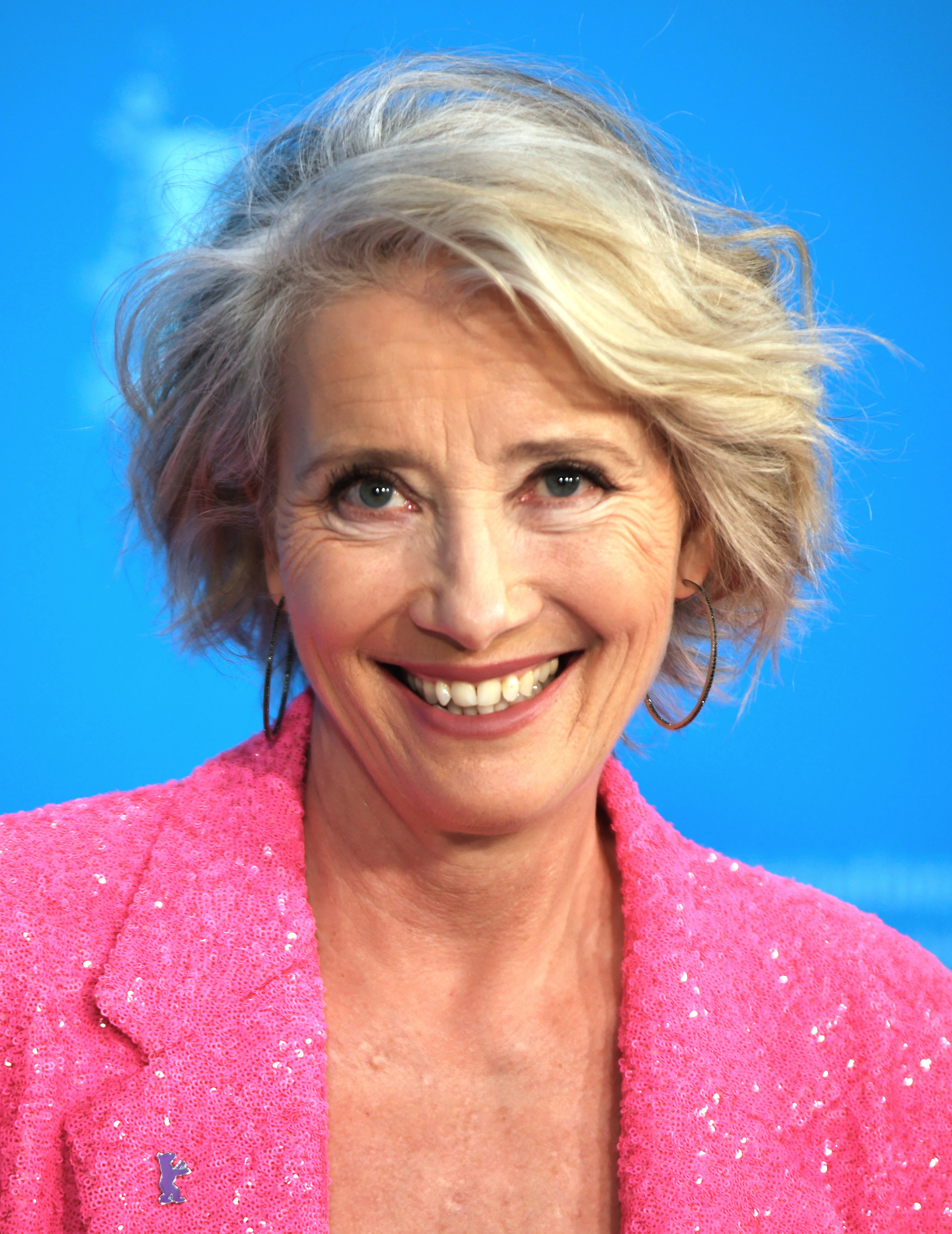
Emma Thompson
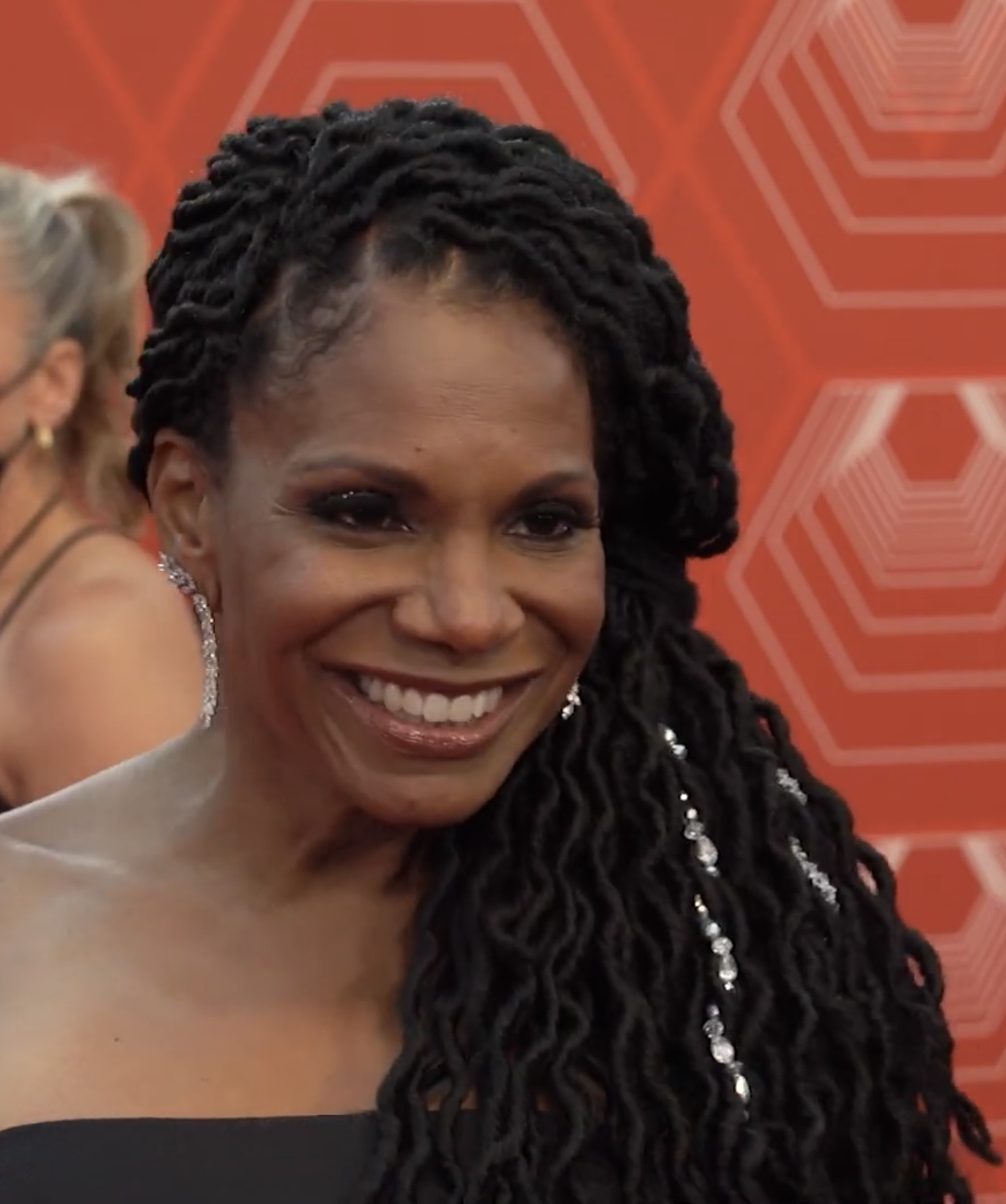
Audra McDonald
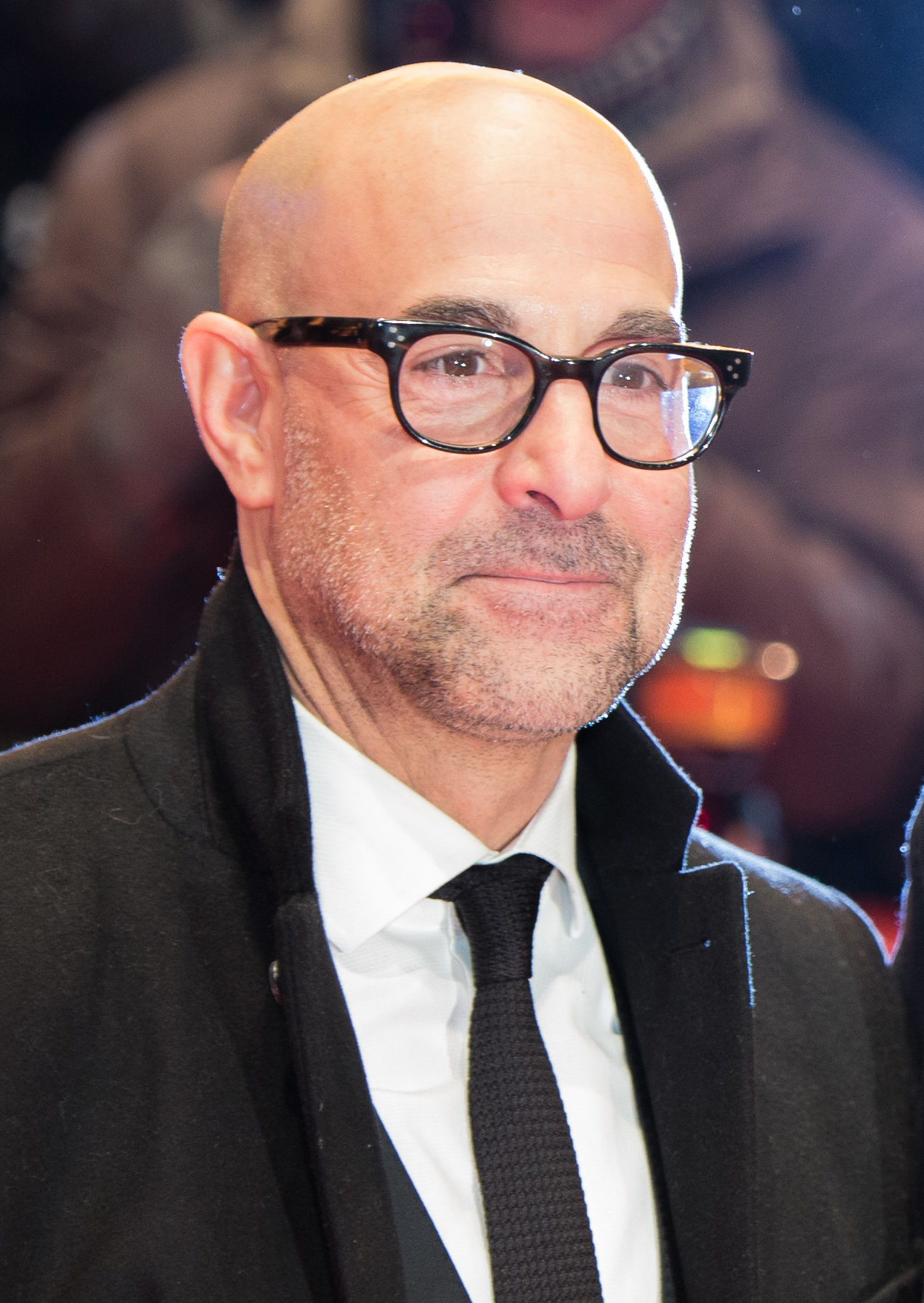
Stanley Tucci
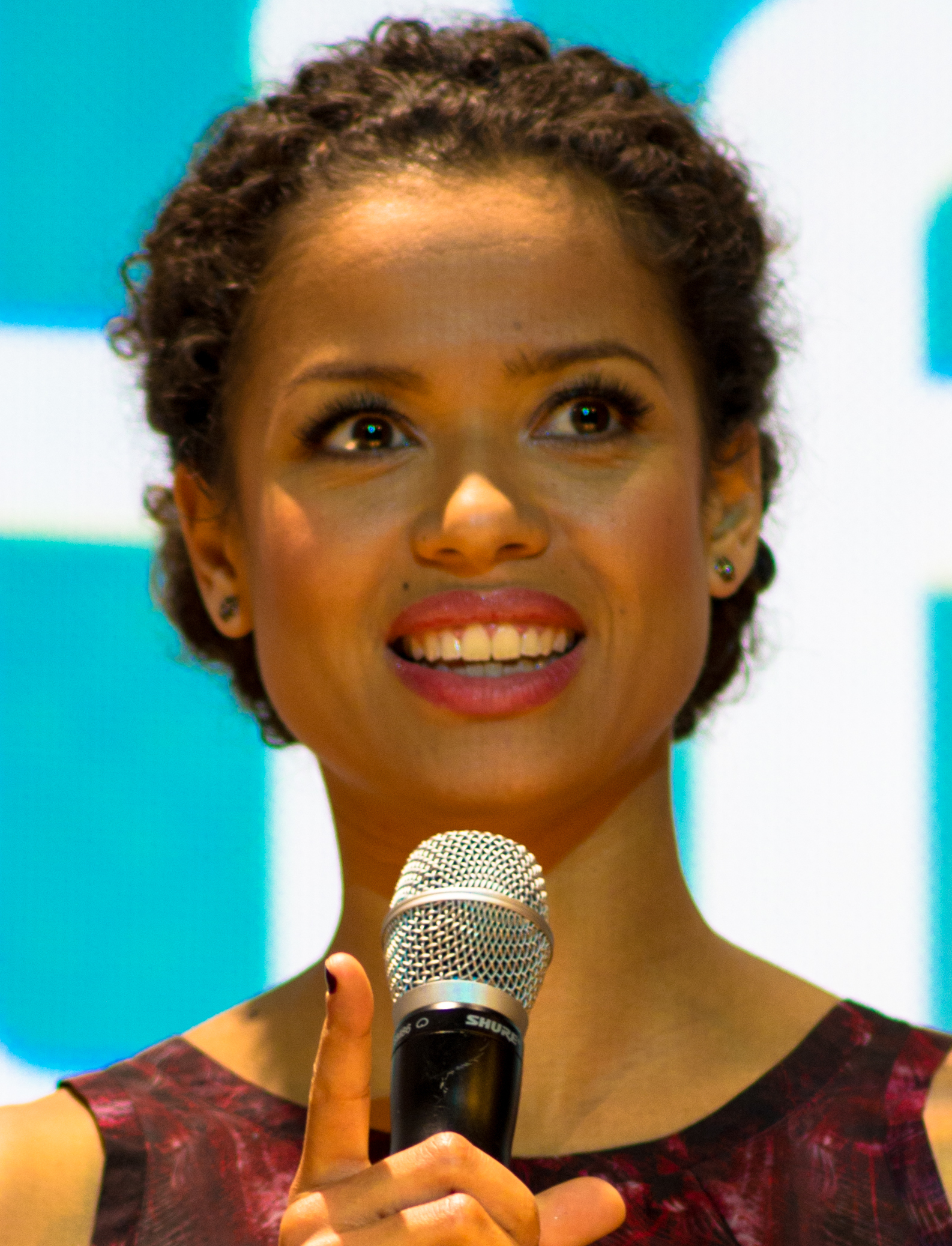
Gugu Mbatha-Raw
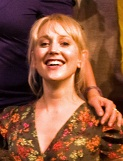
Hattie Morahan
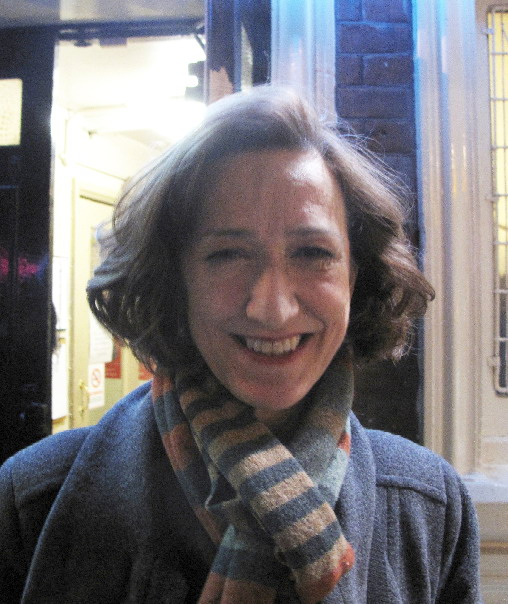
Haydn Gwynne
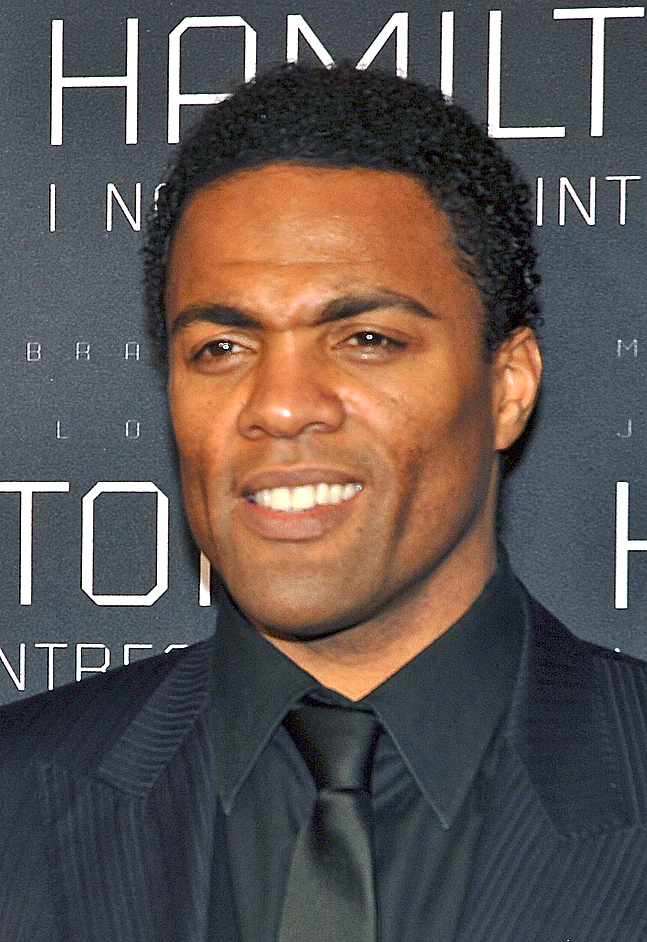
Ray Fearon

## Chansons du film
- Aria - Garderobe
- Belle - Belle, Gaston, LeFou et les villageois
- Je rêve d'une histoire sans fin (How Does a Moment Last Forever [Music Box]) - Maurice
- Belle (reprise) - Belle
- Gaston - Gaston, LeFou et les villageois
- C'est la fête (Be Our Guest) - Les objets
- Jours enchantés (Day in the Sun) - Le Prince jeune, les objets et Belle
- Je ne savais pas (Something There) - Belle, la Bête, Lumière, Big Ben, Mme Samovar, Plumette et Zip
- Montmartre (How Does a Moment Last Forever [Montmartre]) - Belle
- Histoire éternelle (Beauty and the Beast) - Mme Samovar
- Ensemble à jamais (Evermore) - La Bête
- Tuons la bête (The Mob Song) - Gaston, LeFou, Tom, Dick, M. Jean, Clothilde, chœur des villageois et chœurs des objets
- Histoire éternelle (Beauty and the Beast) (finale) - Madame de Garderobe et Mme Samovar
- How Does a Moment Last Forever (générique de fin) - Céline Dion
- Beauty and the Beast - Ariana Grande et John Legend
- Evermore - Josh Groban

## Production

### Développement
À la suite du succès de Maléfique, inspiré de La Belle au bois dormant, les studios Disney décident de poursuivre leurs adaptations live de Classiques d'animation. Après Cendrillon réalisé par Kenneth Branagh en 2015 et Le Livre de la jungle réalisé par Jon Favreau en 2016, ils mettent en production La Belle et la Bête, proche du long métrage d'animation sorti en 1991 et confient le projet au réalisateur Bill Condon,. Le premier « Classique Disney » à être adapté en image réelles date toutefois de 1994, avec Le Livre de la jungle, suivi des 101 Dalmatiens, en 1996.
Le 8 juin 2018, un rapport financier britannique indique que Disney a dépensé 254,6 millions d'USD au Royaume-Uni pour la production de La Belle et la Bête.

### Attribution des rôles
|                                                                                                   |  |  |
| Les acteurs principaux Dan Stevens et Emma Watson interprètent respectivement le Prince et Belle. |  |  |

Annoncée dans l'adaptation du conte projetée par Guillermo del Toro dès 2011, Emma Watson rejoint officiellement la distribution de la version réalisée par Bill Condon en janvier 2015, dans le rôle de Belle.
Deux mois plus tard, Dan Stevens se voit confier le rôle de la Bête et Luke Evans celui de Gaston. Lefou trouve un interprète en la personne de Josh Gad.
Alors que Disney annonce officiellement une date de sortie, Emma Thompson et Kevin Kline rejoignent le casting dans les rôles respectifs de Madame Samovar et Maurice, le père de Belle. Ils sont suivis en mars 2015 par Audra McDonald dans le rôle de Garde-Robe, l'Armoire, puis en avril par Ian McKellen dans le rôle de Big Ben, Ewan McGregor dans le rôle de Lumière et Stanley Tucci dans le rôle d'un clavecin du nom de Cadenza, non présent dans le film d'animation de 1991. Le 15 août 2015, lors du D23, Disney Pictures présente un extrait de La Belle et la Bête avec Emma Watson.
Le tournage a débuté en mai 2015 à Londres.
Quelques jours avant la sortie du film aux États-Unis, le New York Times publie un article sur l'enjeu du film dont le coût de production et de promotion avoisine les 300 millions d'USD. Dans cet article, Brooks Barnes évoque une bande-annonce de 90 secondes qui a récolté plus de 92 millions de vue en une journée en mai 2016, dépassant le record de la bande-annonce de Star Wars, épisode VII : Le Réveil de la Force,. Le lundi avant la sortie du film, le 13 mars, plusieurs journaux titres sur les attentes en termes d'audience du film et des autres productions des studios Disney comme l'Orlando Sentinel et Forbes,. Les deux titres évoquent les précédentes reprises avec acteurs qui ont été des succès en salles et que le studio entend suivre cette lancée avec plusieurs autres reprises dont Mulan, Aladdin, La Petite Sirène ou Le Roi lion,. Le studio attends aussi beaucoup de ce blockbuster et des autres prévus plus tard dans l'année 2017,. L'Orlando Sentinel indique que la bande annonce du film a été vue plus de 127,6 millions de fois en date du 13 mars.

## Accueil

### Polémique
Ce film en prise de vues réelle est le premier film Disney à mettre en scène ouvertement un personnage homosexuel, en la personne de LeFou. Le réalisateur Bill Condon, auprès du magazine britannique Attitude, explique que le personnage s'interroge sur son homosexualité à l'égard de Gaston, et après cela résulte « un beau moment gay pour la première fois dans un film Disney »,. Parallèlement, cette annonce fait déjà polémique, après qu'un cinéma d'Alabama a annoncé qu'il refusera de diffuser le film, pour des questions religieuses notamment, estimant que « si je ne vais pas voir un film avec Dieu ou Jésus à mes côtés, nous n'avons aucune raison de le montrer ».
En Russie, le député russe Vitaly Milonov (en) a appelé le 4 mars 2017, le ministre de la Culture Vladimir Medinski à interdire le nouveau film Disney La Belle et la Bête,,
. Ce film fait selon lui « la propagande flagrante et éhontée du péché et des relations sexuelles perverses ». Milonov est allé encore plus loin et a amené le ministère de la Culture à organiser un visionnage spécial du film avant sa sortie et à « prendre des mesures pour l'interdire » si celui-ci contient des éléments de « propagande homosexuelle ».
En Malaisie, Disney annonce le 13 mars 2017, qu'elle repousse à une date non définie la sortie du film à cause d'une controverse homosexuelle et éviter une censure,,.

### Box-office
| Pays ou région    | Box-office        | Date d'arrêt du box-office | Nombre de semaines |
| ----------------- | ----------------- | -------------------------- | ------------------ |
| États-Unis Canada | 504 481 165 USD   | 13 juillet 2017            | 17                 |
| France            | 3 568 384 entrées | 16 juillet 2017            | 16                 |
| Allemagne         | 3 426 749 entrées | 22 octobre 2017            | 32                 |
| Italie            | 3 219 203 entrées | 17 septembre 2017          | 27                 |
| Japon             | 110 784 258 USD   | 24 septembre 2017          | 22                 |
| Royaume-Uni       | 90 542 359 USD    | 8 octobre 2017             | 30                 |
| Chine             | 85 263 002 USD    | 16 avril 2017              | 5                  |
| Total mondial     | 1 264 435 322 USD | 22 octobre 2017            | 32                 |

La Belle et la Bête est un énorme succès commercial puisqu'il a cumulé jusqu'au 22 octobre 2017, 1 264 064 386 $ de recettes dans le monde entier. Il s'agit du 9e plus gros succès de tous les temps du box-office en Amérique du Nord avec ses 504 481 165 $ de recettes. Le 26 mars 2017, le film poursuit son succès en salles avec 88 millions d'USD en seconde semaine, totalisant 317 millions d'USD. Le 12 avril 2017, le film dépasse le milliard d'USD de recettes en salles à l'international,,. Ce qui permet au studio Disney d'accrocher 14 titres sur le tableau des films ayant dépassé le milliard, qui en compte alors 29. Au 7 avril 2018, La Belle et la Bête est le 12e plus gros succès de tous les temps du box-office mondial. En France, le film a réalisé 3 568 384 entrées et se place, au 30 décembre 2017, à la 9e place du box-office français de l'année 2017.